# 内山研二
内山 研二（うちやま けんじ、1963年9月27日 - ）は、TBSテレビの社員で、TBSラジオのニュースデスク、ニュースキャスター。日本民間放送連盟災害放送専門部会委員。

## 人物
- 慶應義塾大学卒業。主にTBSラジオのニュースデスクとして1997年から活躍。愛称は「ウッチー」。1997年に防災ラジオ954の防災キャスターに就任後は、毎月一日の「防災ラジオの日」に緊急時の応対について喚起を呼びかけていた。
- 実父は政治学者の内山秀夫。
- 2012年10月1日付で、TBSラジオ編成局ニュース情報部担当部長に加えて同総務局担当部長およびTBSプロネックスへの出向を兼務[1]。
- 2017年7月1日付で、TBSテレビ情報制作局情報二部担当部長[2]となった。
- 2023年10月2日よりTBSラジオのニュースデスクに復帰した。

## 現在の出演番組

### ラジオ
- ネットワークトゥデイ月曜日ニュースデスク（司会進行）

## 過去の出演番組

### ラジオ
- 伊集院光とらじおと（火曜日・水曜日、「伊集院光とらじおとニュースと」のコーナー担当、2016年4月 - 2017年6月[要出典]）
- TBSニュース（土曜日ニュースデスク担当、2013年4月 - 2017年7月1日[要出典]）（金曜日ニュースデスク担当、2010年4月 - 2013年3月・2014年1月 - 2016年9月）（水曜日ニュースデスク担当、2016年10月 - 2017年6月[要出典]）
  - 2013年4月に今村稔との担当曜日交換で金曜日から土曜日に回ったが、今村の休養に伴い再び金曜日も担当した。2016年10月には近藤美矩との担当曜日交換で、水曜日・土曜日の担当となった。
- ウィークエンドネットワーク（2013年4月 - 2017年7月1日[要出典]）
- 森本毅郎・スタンバイ! （森本毅郎の代役）
- ラジオ災害情報交差点（毎年3月11日・9月1日、TBSラジオ担当）
- 伊集院光 日曜大将軍→伊集院光 日曜日の秘密基地 （「日曜ゼミナール」のコーナー担当など）
- 爆笑問題の日曜サンデー （日曜日、「ラジオサンデージャポン」のコーナー担当　不定期）
- 大沢悠里のゆうゆうワイド （パックンのニッポンパックン見聞録（木曜日）海外ニュース紹介）
  - ※このコーナーで女装の男性、インコ、子供などさまざまな声色を使い、普段のニュースデスク担当時とは違った一面が見られた。
- ニュース探究ラジオ Dig：金曜日ニュース解説担当
- ニュース探究ラジオ Dig：月曜日コーナー担当（「N研digノート」出題・解説）

## 著書
- 『アルツハイマーに倒れた企業戦士』 （彩古書房）